# Katsunori Kotoōshū
Katsunori Kotoōshū (jap. 琴欧洲 勝紀 Kotoōshū Katsunori); właściwie Kałojan Stefanow Machlanow (bułg. Калоян Стефанов Махлянов); obecne, formalne imię i nazwisko Karoyan Andō (jap. 安藤 カロヤン Andō Karoyan); ur. 19 lutego 1983 roku w Dżulunicy) – były zapaśnik sumo, pierwszy w historii Europejczyk (Bułgar), który wygrał turniej honbasho, zdobywając Puchar Cesarza.

## Kariera
W przeszłości uprawiał zapasy, trenowany przez własnego ojca. Następnie wybrał sumo i walczył w Japonii w latach 2002–2014, w „stajni” (heya dosł. pokój, pomieszczenie, tu: baza treningowa zapaśników, ale także miejsce zamieszkania dla zawodników niższych rang) Sadogatake, dochodząc do rangi mistrza (ōzeki). W maju 2008 roku jako pierwszy Europejczyk odniósł zwycięstwo w turnieju (w Tokio) i otrzymał Puchar Cesarza, nagrodę przyznawaną zwycięzcom turniejów sumo (ale także w innych dyscyplinach sportu). Wystąpił w 68 turniejach, odniósł 537 zwycięstw w 864 pojedynkach.
Jego imię ringowe (shikona) składa się z dwóch elementów: koto i ōshū. Pierwsze słowo to rodzaj japońskiej cytry o trzynastu strunach. W tym wypadku jednak jest to obowiązująca część imienia, przyjęta dla zawodników jego „stajni” o nazwie Sadogatake. Drugie słowo znaczy Europa.

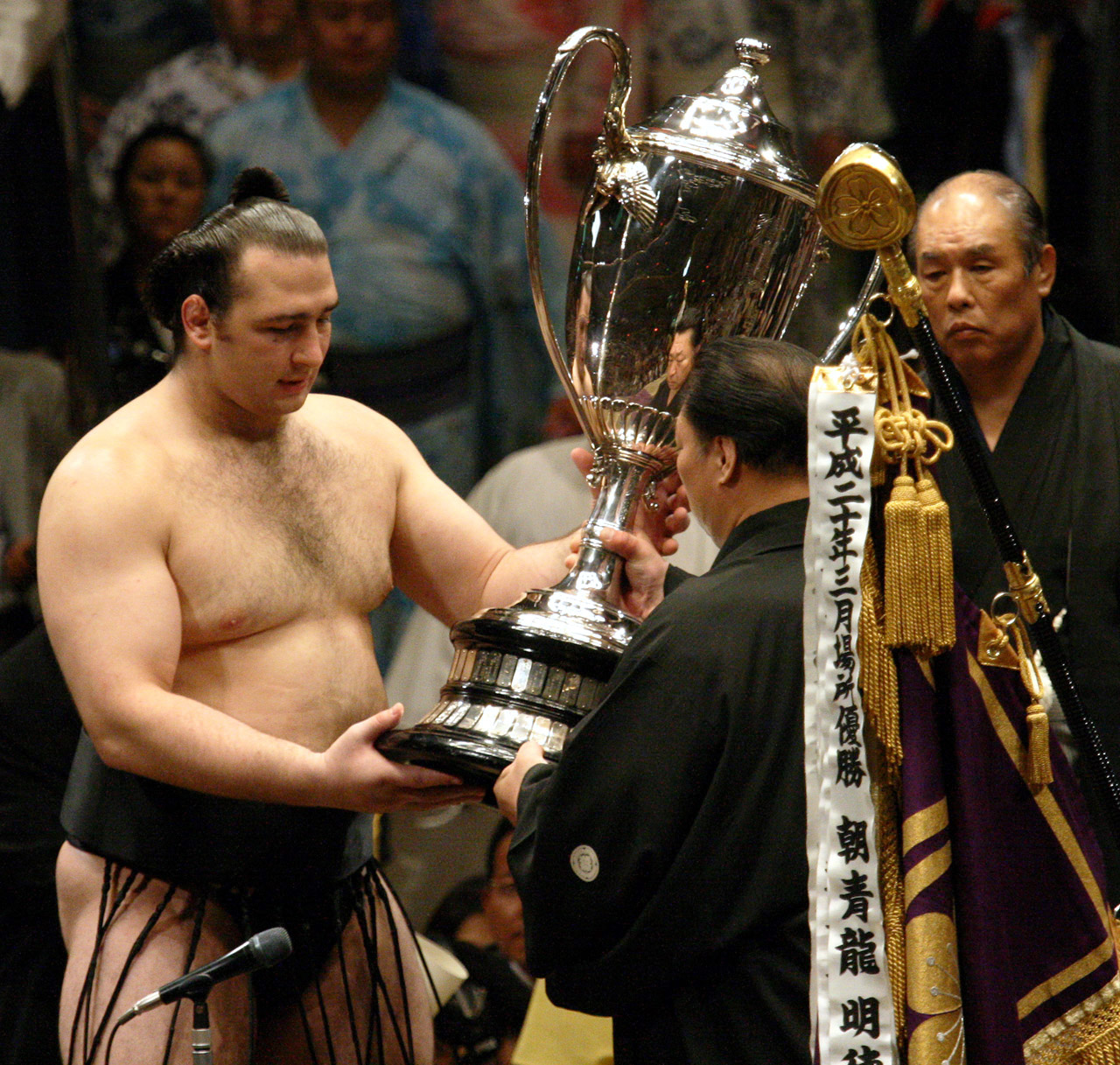
Kotoōshū odbiera Puchar Cesarza, maj 2008 r.

## Życiorys
28 lipca 2009 roku został odznaczony przez prezydenta Bułgarii, Georgiego Pyrwanowa, najwyższym odznaczeniem państwowym, Orderem Starej Płaniny. 
W 2010 roku ożenił się z Japonką Asako Andō i przeprowadził się na stałe do Japonii. W 2013 roku zrzekł się obywatelstwa bułgarskiego i przyjął obywatelstwo japońskie, co było warunkiem koniecznym do podjęcia pracy w Japońskim Stowarzyszeniu Sumo, które mu ją zaoferowało. Zgodnie z przepisami japońskimi, przyjęcie obywatelstwa jest równoznaczne z obowiązkiem zmiany nazwiska na japońskie (przyjął nazwisko żony).